# Blémerey (Vosges)
Blémerey is een gemeente in het Franse departement Vosges (regio Grand Est) en telt 15 inwoners (2009). De plaats maakt deel uit van het arrondissement Neufchâteau.

## Geografie
De oppervlakte van Blémerey bedraagt 2,4 km², de bevolkingsdichtheid is dus 6,3 inwoners per km².
De onderstaande kaart toont de ligging van Blémerey (Vosges) met de belangrijkste infrastructuur en aangrenzende gemeenten.

## Demografie
Onderstaande figuur toont het verloop van het inwonertal (bron: INSEE-tellingen).